# Angie Chávez
Angie Paola Chávez Bustillos (Rímac, Lima, 2 de agosto de 1992) es una cantante peruana, que ha consolidado su carrera artística en los géneros fusión, salsa y timba. Fue la integrante original del grupo musical femenino Son Tentación desde el año 2012 hasta 2021, año que iniciaría su etapa como solista.

## Biografía

### Primeros años e inicios
Nació el 2 de agosto de 1992 en el distrito de Rímac en Lima, Perú; bajo el nombre completo de Angie Paola Chávez Bustillos, proveniente de una familia de clase media baja.
Desde temprana edad, mostró su interés por la música, en el cuál llegó a participar en un concurso de canto interescolar, organizado por la empresa eléctrica Edelnor y la productora Los Criollitos del Siglo XXI, que fue realizado en el Teatro Peruano Japonés, consagrándose como la ganadora de la competencia. Al poco tiempo, estudió canto en los talleres de Julio Zavala y participó en el concurso de canto Código Fama, ocupando el tercer lugar.
Chávez se formó como cantante profesional en la escuela Contigo Perú, dirigido por el fallecido compositor Augusto Polo Campos.
Más tarde, comienza a participar en diferentes programas de televisión nacionales durante los años 2000. En el año 2004, Chávez concursa en un segmento de talentos del espacio infantil María Pía y Timoteo de la cadena local América Televisión, dando inicio a su carrera artística.
En el año 2009, se uniría al elenco del Coro Ángeles, bajo la dirección de Marita Cabanillas, compartiendo escenario junto a otros cantantes como Daniela Darcourt.

### Trayectoria musical
Gracias a la invitación de la cantante Paula Arias, se incorpora a la agrupación musical femenina de salsa y timba Son Tentación en el año 2012, desempeñándose en el rol de vocalista del elenco original, conformado por Yahaira Plasencia, Suu Rabanal y Kate Candela, llegando a alcanzar al estrellato. Durante su etapa en Son Tentación, interpretó el cover de la canción «Ya te olvidé» de Yuridia.
Tras nueve años de actividad, en el año 2021 anuncia su retiro definitivo de Son Tentación para lanzar su faceta solista con su banda musical Angie Chávez & Orquesta, consolidándose en la interpretación de versiones musicales. Según en su entrevista para el pódcast del bailarín Edson Dávila, afirmó que se fue de Son Tentación para seguir su carrera musical fuera del grupo. En ese mismo año, estrena el tema debut «No te das cuenta» durante su invitación al programa de televisión peruano En boca de todos.
En el año 2022, Chávez lanza el recopilatorio de la canción «Casi perfecto», interpretada originalmente por Ana Cirré.
En el año 2023, estrena la versión salsa de «Qué agonía» de Yuridia, bajo la composición del cantante mexicano Pepe Aguilar, el cuál obtuvo una gran aceptación en las emisoras nacionales, y realizó unas giras internacionales por Canadá, Estados Unidos y Japón. Al año siguiente, lanza el tema musical Amiga traidora.
En el año 2025 interpreta el cover de la canción «Yo quería» de Cristian Castro, en la colaboración de la cantante Alisbeth La Santiaguera, que fue presentada para la emisora peruana La Kalle. En ese mismo año, anuncia el estreno de su nuevo sencillo, basado en su lucha contra la depresión que sufrió desde los 17 años, tras quedar embarazada por primera vez, incluyendo el lanzamiento de su primer álbum solista Romántica y salsera.

## Discografía

### Álbum de estudio
- 2025: Romántica y salsera

### Sencillos
- 2021: No te das cuenta[13]
- 2021: Amiga mía
- 2021: Mix Guarachas
- 2021: Mix Angie
- 2021: Devórame otra vez
- 2022: Llama por favor
- 2022: Mala mujer
- 2022: Qué agonía (salsa versión)[14]
- 2023: Ten cuidado
- 2023: Te quiero, te quiero (cover)
- 2023: Dígale (salsa)
- 2024: Sin sentimiento (en vivo)
- 2024: Ya no somos ni seremos
- 2024: Ya te olvidé
- 2024: Amiga traidora
- 2025: Yo quería[15]
- 2025: Mix Cumbia colombiana